# Ambasada RP w Bangkoku
Ambasada Rzeczypospolitej Polskiej w Bangkoku – polska misja dyplomatyczna w stolicy Tajlandii. 
Ambasador RP w Bangkoku oprócz Królestwa Tajlandii akredytowany jest również w Królestwie Kambodży, Laotańskiej Republice Ludowo-Demokratycznej i w Republice Związku Mjanmy.

## Struktura placówki
- Wydział Polityczno-Ekonomiczny
- Wydział Konsularny
- Wydział Administracyjno-Finansowy
- Biuro Przedstawicielstwa Rzeczypospolitej Polskiej w Bangkoku z siedzibą w Rangunie (340, Pyay Road, Sanchaung, Yangon,  Mjanma)

## Historia
Polska nawiązała stosunki dyplomatyczne:
- z Kambodżą w 1956[2]; od 1954 Polska wchodziła w skład Międzynarodowej Komisji Nadzoru i Kontroli
- z Laosem we wrześniu 1962[3]
- z Mjanmą w listopadzie 1955[4]
- z Tajlandią w listopadzie 1972[5]

## Konsulaty honorowe
- Konsulat Honorowy RP w Phuket ( Tajlandia)[6]
- Konsulat Honorowy RP w Phnom Penh ( Kambodża)[6]